# Матплотлиб
Матплотлиб је библиотека за програмски језик Пајтон и то је бројна математика продужена NumPy -у . Она даје објектно- оријентисани API  за уграђивање парцела у апликације које се користе у опште сврхе GUI матреријала као wxPython, Qt, или GTK +. Такође постоји процедурална приступна Пајтон библиотека базирана на државним машинеријама (као OpenGL), тако да блиско подсећа на MATLAB. SciPy користи матплотлиб. 
Матплотлиб је првобитно написао Џон Д. Хантер , има активну развојну заједницу,  и дистрибуира под BSD лиценцом. Мајкл Дротбум је номинован као главни стваралац матплотлиба непосредно пре Џон Хантерове смрти 2012.
Од 9. октобра 2015, матплотлиб 1.4.х подржава Пајтон Верзије 2.6 до 3.4. Матплотлиб 1.2 је прва верзија матплотлиба која подржава Пајтон 3.х.

## Поређење са МАТЛАБ-ом
Приступ Пајтон лабораторији омогућава матплотлиб лаким за учење за искусне кориснике МАТЛАБа, што га чини одрживаном алтернативом МАТЛАБа као наставно средство за нумеричке математике и обраду сигнала.
Неке од предности комбинација Пајтон, NumPy и матплотлиб преко МАТЛАБа укључују:
- Заснована на Пајтону, потпуно опремљена модерним објективно-оријентисаним програмским језиком погодним за развој софтвера великих размера
- Бесплатан, отвореног кода, сервери без лиценце
- Матерња SVG подршка

Типично pylab се увози да би NumPy и матплотлиб у један глобални именски простор за највиши МАТЛАБ као синтаксе, међутим експлицитнији увоз стила, чија имена и матплотлиб и NumPy, је пожељан кодирани стил.

## Поређење са Гнуплотом
И Гнуплот и Матплотлиб су одрасли у пројекту отвореног кода. Оба могу произвести огромне врсте различитих парцела. Иако је тешко одредити врсту фигуре које се може учинити и друга која не може, они и даље имају различите предности и недостатке.

## Примери
Линија делова
```
>>>
 
import
 
matplotlib.pyplot
 
as
 
plt

>>>
 
import
 
numpy
 
as
 
np

>>>
 
a
 
=
 
np
.
linspace
(
0
,
10
,
100
)

>>>
 
b
 
=
 
np
.
exp
(
-
a
)

>>>
 
plt
.
plot
(
a
,
b
)

>>>
 
plt
.
show


```

Хистограм
```
>>>
 
from
 
numpy.random
 
import
 
normal
,
rand

>>>
 
x
 
=
 
normal
(
size
=
200
)

>>>
 
plt
.
hist
(
x
,
bins
=
30
)

>>>
 
plt
.
show


```

Скатер део
```
>>>
 
a
 
=
 
rand
(
100
)

>>>
 
b
 
=
 
rand
(
100
)

>>>
 
plt
.
scatter
(
a
,
b
)

>>>
 
plt
.
show


```

3D део
```
>>>
 
from
 
matplotlib
 
import
 
cm

>>>
 
from
 
mpl_toolkits.mplot3d
 
import
 
Axes3D

>>>
 
import
 
matplotlib.pyplot
 
as
 
plt

>>>
 
import
 
numpy
 
as
 
np

>>>
 
fig
 
=
 
plt
.
figure


>>>
 
ax
 
=
 
fig
.
gca
(
projection
=
'3d'
)

>>>
 
X
 
=
 
np
.
arange
(
-
5
,
 
5
,
 
0.25
)

>>>
 
Y
 
=
 
np
.
arange
(
-
5
,
 
5
,
 
0.25
)

>>>
 
X
,
 
Y
 
=
 
np
.
meshgrid
(
X
,
 
Y
)

>>>
 
R
 
=
 
np
.
sqrt
(
X
**
2
 
+
 
Y
**
2
)

>>>
 
Z
 
=
 
np
.
sin
(
R
)

>>>
 
surf
 
=
 
ax
.
plot_surface
(
X
,
 
Y
,
 
Z
,
 
rstride
=
1
,
 
cstride
=
1
,
 
cmap
=
cm
.
coolwarm
)

>>>
 
plt
.
show


```

Још примера
- Filled contour plot
- Contour plot
- Scatter plot
- Polar plot
- Line plot
- 3-D plot
- Image plot

## Сетови
Неколико сетова је доступно и проширено матплотлиб функционалношћу. Неки од њих су одвојена преузимања, други отпремљени са матплотлиб изворним кодом, али имају спољне зависности.
- Базна мапа: мапа делова са различитим пројекцијама карте, обала и политичких граница[6]
- Копија карте : библиотека мапирања праћена објективно-оријентисаним дефиницијама пројекције карата, и произвољних тачака, линија, полигона и слика могућности трансформације [7] (матплотлиб в1.2 и горе).
- Excel алати: алати за размену података са Microsoft Excel -ом
- GTK алати: приступ GTK+ библиотеци
- Qt приступ
- Mplot3d: 3-D делови
- Natgrid: приступ Natgrid библиотеци за мрежу неправилно распоређених података.

## Повезани пројекти
- Biggles[8]
- Chaco[9]
- DISLIN
- GNU Octave
- Gnuplot-py[10]
- PLplot – Пајтон недоступно везивање
- PyCha[11] – libcairo имплементација
- PyPlotter[12] – одговарајући Jython -у
- Pyx[13]
- ReportLab (библиотека извештаја)
- Sage (математички софтвер) – користи матплотлиб да скицира делове
- SciPy (модули plt и gplt)
- wxPython (модул wx.lib.plot.py)
- Plotly - за интерактивну, онлајн матплотлиб и Пајтон графиконе